# Friedrich von Amelunxen
Friedrich Wilhelm von Amelunxen (* 17. Juni 1860 in Herne; † 10. März 1916 in Göttingen) war ein preußischer Generalmajor.

## Leben

### Herkunft
Friedrich entstammte der I. Linie der Adelsfamilie von Amelunxen. Er war der älteste Sohn des preußischen Leutnants Ludwig von Amelunxen (1824–1894) und dessen Ehefrau Marie, geborene Strücker (* 1839).

### Militärkarriere
Nach seinem Abitur trat Amelunxen am 10. Mai 1881 als Fahnenjunker in das Hohenzollernsche Füsilier-Regiment Nr. 40 der Preußischen Armee in Köln ein und avancierte bis Mitte Oktober 1882 zum Sekondeleutnant. Von April 1887 bis Mai 1890 diente er als Adjutant des II. Bataillons und anschließend als Regimentsadjutant. In dieser Funktion stieg er im Mai 1891 zum Premierleutnant auf und wurde am 14. September 1893 als Adjutant der 36. Infanterie-Brigade kommandiert. Unter Belassung in diesem Kommando erfolgte am 27. Januar 1896 seine Beförderung zum Hauptmann, bevor er Mitte April des Jahres mit der Ernennung zum Kompaniechef im Füsilier-Regiment „Königin“ (Schleswig-Holsteinisches) Nr. 86 wieder in den Truppendienst trat. Am 18. April 1903 wurde Amelunxen als Adjutant der Großherzoglich Hessischen (25.) Division nach Darmstadt versetzt und rückte Ende Januar 1904 zum überzähligen Major auf. Vom 10. April 1908 bis zum 19. März 1911 war er Kommandeur des II. Bataillons im 1. Badischen Leib-Grenadier-Regiment Nr. 109 in Karlsruhe. Unter Beförderung zum Oberstleutnant kam er anschließend als etatmäßiger Stabsoffizier in das 3. Magdeburgische Infanterie-Regiment Nr. 66. Daran schloss sich ab dem 1. Oktober 1913 eine Verwendung als Oberst und Kommandeur des Infanterie-Regiments „von Manstein“ (Schleswigsches) Nr. 84 an.
Nach der Mobilmachung anlässlich des Ersten Weltkriegs rückte sein Regiment im Verbund der 35. Infanterie-Brigade in das neutrale Belgien ein und nahm hier an den Kämpfen um Lüttich sowie der Schlacht bei Mons teil. Sein Verband beteiligte sich am weiteren Vormarsch nach Frankreich und er erhielt das Eiserne Kreuz II. Klasse. Nachdem Amelunxen am 14. September 1914 erkrankt war, musste er sein Kommando am 17. Oktober 1914 abgeben und wurde daraufhin zu den Offizieren von der Armee versetzt. In Genehmigung seines Abschiedsgesuches wurde Amelunxen unter Verleihung des Charakters als Generalmajor am 27. September 1915 mit der gesetzlichen Pension zur Disposition gestellt.

### Familie
Amelunxen hatte sich am 14. Mai 1892 in Dresden mit Susanne Klose (* 1869) verheiratet. Aus der Ehe gingen die beiden Söhne Friedrich-Wilhelm (1893–1916) und Heino (* 1896) hervor.